# Diaphone evidens
Diaphone evidens là một loài bướm đêm trong họ Noctuidae.